# آژانس محیط زیست اروپا
آژانس محیط زیست اروپا (EEA) آژانس اتحادیه اروپا (EU) است که اطلاعات مستقلی در مورد محیط زیست ارائه می‌دهد.
هدف آن کمک به دست‌اندرکاران در توسعه، اجرا و ارزیابی سیاست‌های زیست‌محیطی و آگاهی‌بخشی به همه مردم است.
آزانس محیط زیست اروپا یکی از اعضای فعال شبکه EPA است.

## مدیران اجرایی
| نام                  | ملیت            | مقررات)   |
| -------------------- | --------------- | --------- |
| دومینگو جیمنز-بلتران | </img> اسپانیا  | ۱۹۹۴–۲۰۰۳ |
| ژاکلین مک گلید       | </img> انگلستان | ۲۰۰۳–۲۰۱۳ |
| هانس بروینینکس       | </img> بلژیک    | ۲۰۱۳ –    |

## همکاری بین‌المللی
آزانس محیط زیست اروپا، افزون بر ۳۲ عضو و شش کشور همکار بالکان، با همسایگان خود و دیگر کشورها و مناطق، بیشتر در چارچوب سیاست همسایگی اروپا، همکاری و مشارکت می‌کند:
- کشورهای شراکت شرقی: بلاروس، اوکراین، مولداوی، ارمنستان، آذربایجان، گرجستان
- کشورهای اتحادیه مدیترانه: الجزایر، مصر، اسرائیل، اردن، لبنان، لیبی، مراکش، تشکیلات خودگردان فلسطین، سوریه، تونس
- دیگر کشورهای ENPI: روسیه
- کشورهای آسیای مرکزی: قزاقستان، قرقیزستان، تاجیکستان، ترکمنستان، ازبکستان

علاوه بر این، آژانس محیط زیست اروپا با چندین سازمان بین‌المللی و آژانس‌های مربوطه در کشورهای زیر همکاری می‌کند:
- ایالات متحده آمریکا (آژانس حفاظت از محیط زیست)
- کانادا (محیط زیست کانادا)

## کشورهای عضو
| کشورهای عضو اتحادیه اروپا         | کشورهای غیر عضو اتحادیه اروپا | کشورهای همکار                         |
| --------------------------------- | ----------------------------- | ------------------------------------- |
| اتریش</img> اتریش                 | ایسلند</img> ایسلند           | آلبانی</img> آلبانی                   |
| بلژیک</img> بلژیک                 | لیختن‌اشتاین</img> لیختن‌اشتاین | بوسنی و هرزگوین</img> بوسنی و هرزگوین |
| بلغارستان</img> بلغارستان         | نروژ</img> نروژ               | کوزوو</img> کوزوو                     |
| کرواسی</img> کرواسی               | سوئیس</img> سوئیس             | مونته‌نگرو</img> مونته‌نگرو             |
| جمهوری چک</img> جمهوری چک         | ترکیه</img> ترکیه             | مقدونیه شمالی</img> مقدونیه شمالی     |
| قبرس</img> قبرس                   |                               | صربستان</img> صربستان                 |
| دانمارک</img> دانمارک             |                               |                                       |
| استونی</img> استونی               |                               |                                       |
| فنلاند</img> فنلاند               |                               |                                       |
| فرانسه</img> فرانسه               |                               |                                       |
| آلمان</img> آلمان                 |                               |                                       |
| یونان</img> یونان                 |                               |                                       |
| مجارستان</img> مجارستان           |                               |                                       |
| جمهوری ایرلند</img> جمهوری ایرلند |                               |                                       |
| ایتالیا</img> ایتالیا             |                               |                                       |
| لتونی</img> لتونی                 |                               |                                       |
| لیتوانی</img> لیتوانی             |                               |                                       |
| لوکزامبورگ</img> لوکزامبورگ       |                               |                                       |
| مالت</img> مالت                   |                               |                                       |
| هلند</img> هلند                   |                               |                                       |
| لهستان</img> لهستان               |                               |                                       |
| پرتغال</img> پرتغال               |                               |                                       |
| رومانی</img> رومانی               |                               |                                       |
| اسلواکی</img> اسلواکی             |                               |                                       |
| اسلوونی</img> اسلوونی             |                               |                                       |
| اسپانیا</img> اسپانیا             |                               |                                       |
| سوئد</img> سوئد                   |                               |                                       |